# 荘公 (宋)
荘公（そうこう、? - 紀元前692年）は、春秋時代の宋の君主（在位前710年 - 前692年）。姓は子、名は馮。穆公の子。紀元前720年、穆公の死にさいして、鄭にうつされた。紀元前710年、華父督が孔父嘉を殺してその妻を奪い、従兄の殤公を殺害したため、馮が鄭から迎えられて宋国の君主となった。
紀元前701年、鄭の祭仲と公子突を抑留して脅迫し、盟を結ぶと帰国させて突（厲公）を国君に立てさせた。紀元前700年、魯の桓公や燕の人と穀丘で会談し、鄭との修好を求められた。また魯と虚や亀で会談したが、荘公は鄭との講和を拒否した。宋は魯・鄭の連合軍の攻撃を受けた。紀元前699年、斉・宋・衛・燕と魯・鄭・紀のあいだの会戦となった。
紀元前698年、宋軍は斉・蔡・衛・陳とともに鄭を攻撃した。紀元前697年、鄭の厲公が祭仲に追放されたため、荘公は魯・斉・衛・陳と袲で会合し、鄭を攻撃して厲公を送り込もうとしたが、失敗した。紀元前696年、魯・蔡・衛と曹で会合した。魯・衛・陳・蔡とともに鄭を攻撃した。紀元前695年、魯・衛とともに邾を攻撃した。
紀元前692年、荘公は死去した。